# Orbea ubomboensis
Orbea ubomboensis är en oleanderväxtart som först beskrevs av J. Verd., och fick sitt nu gällande namn av P.V. Bruyns. Orbea ubomboensis ingår i släktet Orbea och familjen oleanderväxter. Inga underarter finns listade i Catalogue of Life.